# Domizia Lucilla
Domizia Lucilla (Sinuessa, ... – ...; fl. II secolo) è stata una donna romana, figlia del console Calvisio Tullo, sorellastra per parte materna di Adriano e madre di Marco Aurelio, nato dal matrimonio con Annio Vero.

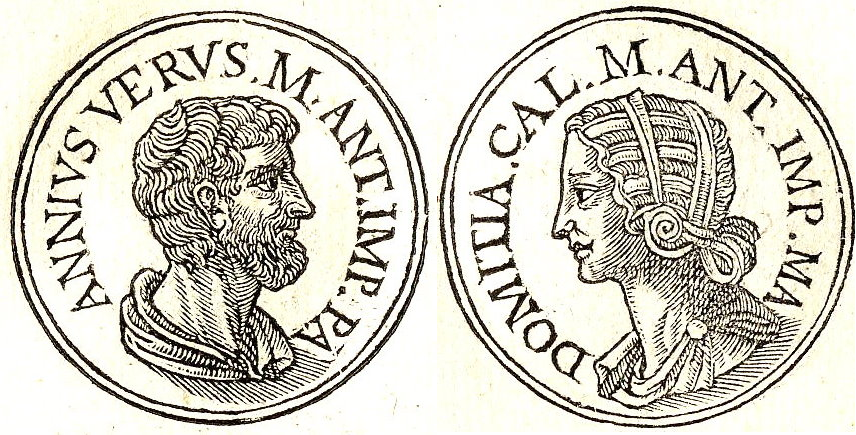
Marcus Annius Verus e Domitia Lucilla (minor) dal Promptuarii Iconum Insigniorum.

Fu lei, inoltre, a far crescere in casa propria un altro futuro imperatore romano, Didio Giuliano.

## Biografia

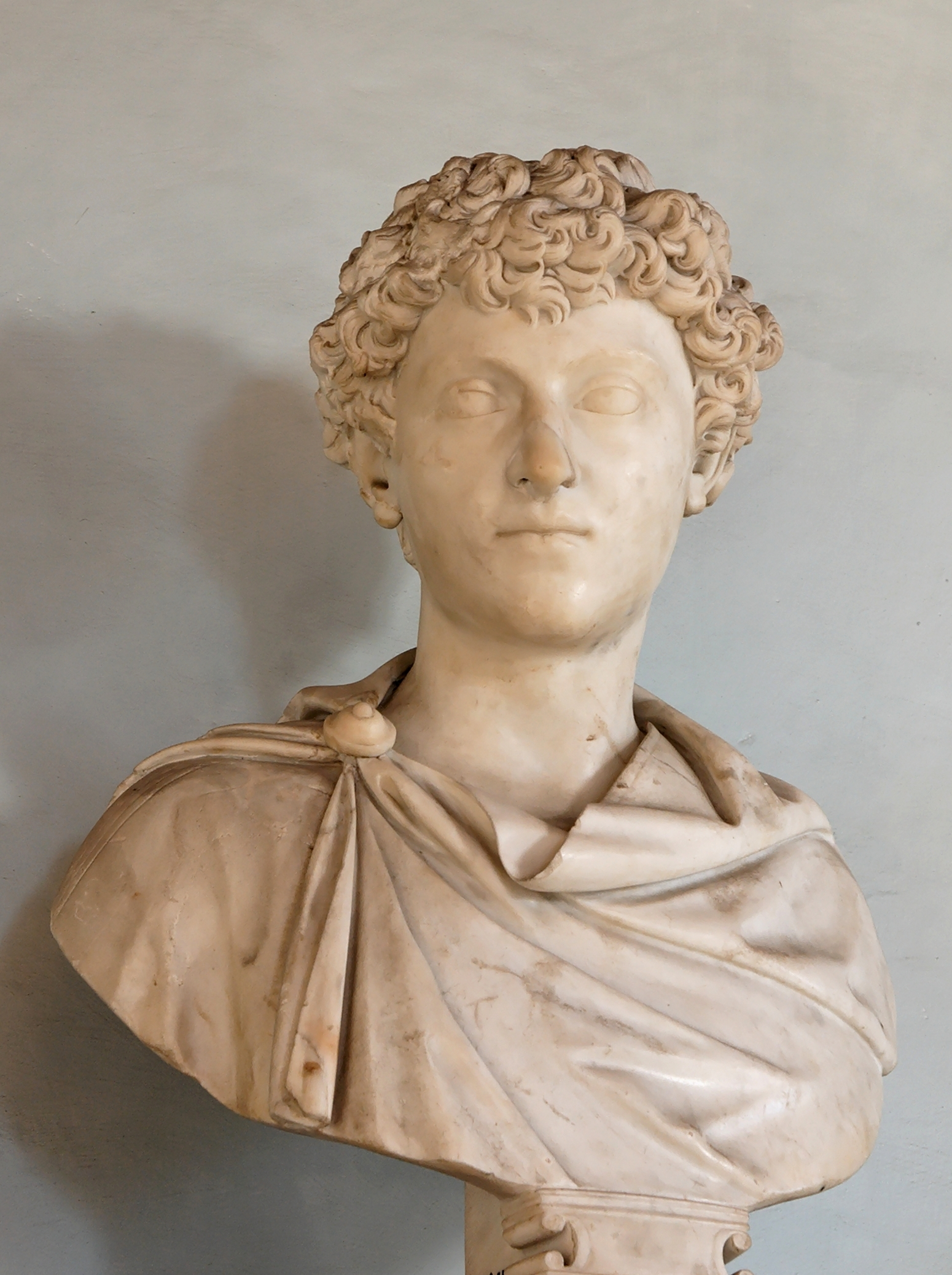
Ritratto di Marco Aurelio adulescens. Il futuro imperatore romano testimonierà in un passo delle sue Meditazioni l'eredità morale di sua madre Domizia Lucilla.

Apparteneva a una ricca famiglia di proprietari di una fabbrica di laterizi arricchitisi dopo il grande incendio di Roma del 64 d.C. Della sua famiglia ci dà notizie Plinio il Giovane.

Dopo la morte di Annio Vero rimase accanto al figlio, ma morì prima del 161 d.C., quindi prima della sua elezione a imperatore.
Marco Aurelio le dedica un passo delle sue Meditazioni, riconoscendo il suo debito per avergli trasmesse alcune virtù da lei possedute: la pietas religiosa, la generosità, l'estraneità non solo ad ogni male, ma anche ad ogni pensiero malvagio; la frugalità nel tenore di vita, ben lontano da quello consueto tra le persone di agiata condizione.
Al di sotto dell’Ospedale San Giovanni a Roma uno scavo ha riportato alla luce un edificio, con fasi costruttive comprese tra il I e il II secolo d.C, che è stato identificato con la Domus di Domitia Lucilla che qui probabilmente trascorse gli anni della sua giovinezza.